# Calamaria apraeocularis
Calamaria apraeocularis — вид змій родини полозових (Colubridae). Ендемік Індонезії.

## Поширення і екологія
Calamaria apraeocularis відомі з типової місцевості, розташованої в околицях гори Монконг-Ломпобаттанг на південному заході Сулавесі, на висоті 1200 м над рівнем моря. Вони живуть у вологих гірських тропічних лісах.

## Збереження
МСОП класифікує цей вид як такий, що перебуває на межі зникнення. Calamaria apraeocularis загрожує знищення природного середовища.